# Regina Ip

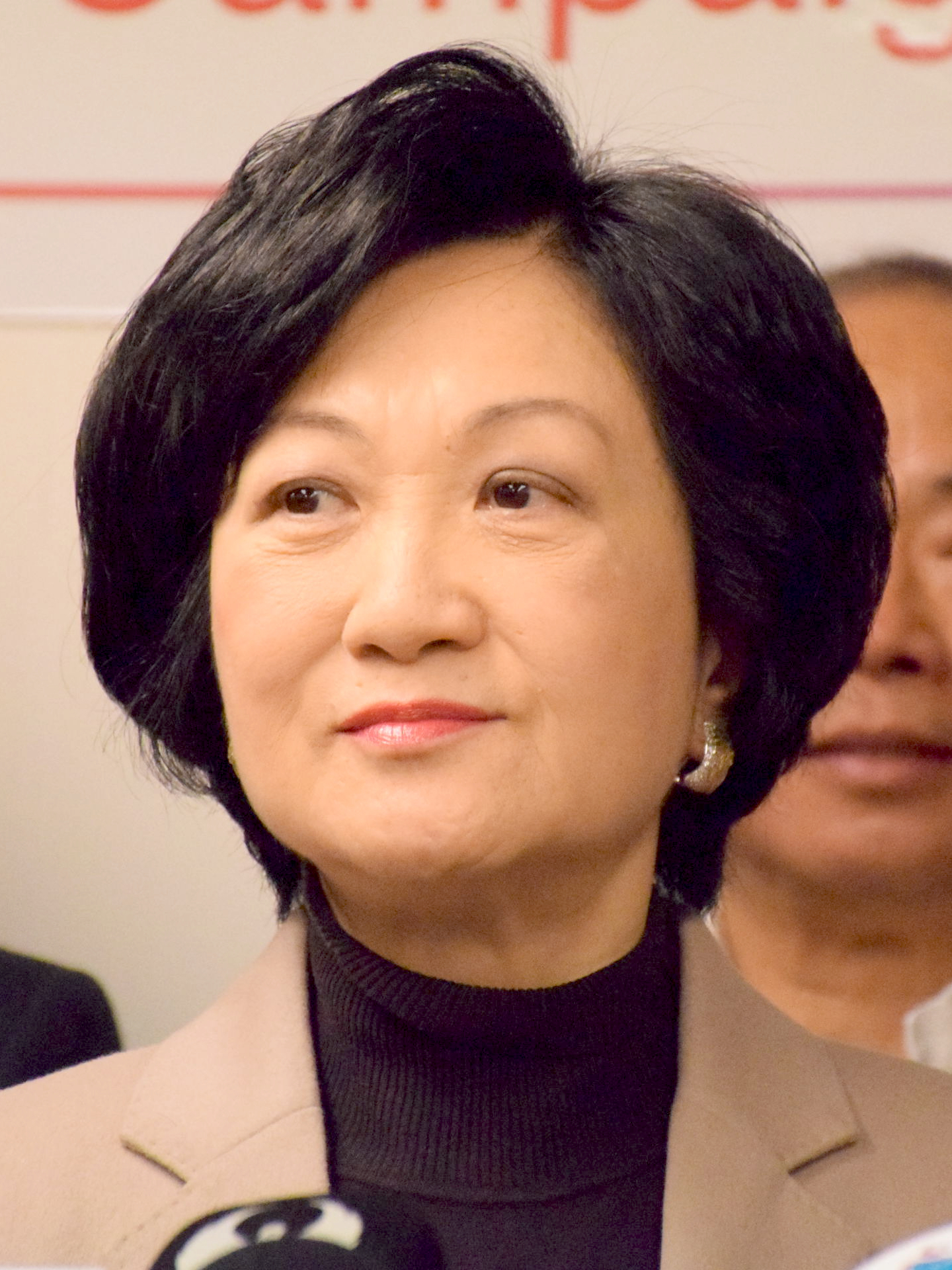
Regina Ip im März 2017

Regina Ip Lau Suk-yee (chinesisch 葉劉淑儀 / 叶刘淑仪, Pinyin Yé-Liú Shúyi, Jyutping Jip1-Lau4 Suk6ji4, * 24. August 1950 in Hongkong) ist eine chinesische Politikerin der von ihr gegründeten konservativen New People’s Party. Seit dem 1. Oktober 2008 vertritt sie den Wahlbezirk Hong Kong Island im Hongkonger Legislativrat. Darüber hinaus gehört sie dem Hongkonger Exekutivrat als beratendes Mitglied an.

## Werdegang
Ip wurde als Tochter eines Händlers und einer Schauspielerin geboren. Ihre Familie hatte mit finanziellen Problemen zu kämpfen. Später studierte sie Englische Literatur an der Universität Hongkong und an der University of Glasgow. Im Zeitraum von 1998 bis 2003 amtierte sie als Hongkonger Secretary for Security. Davor zwei Jahre lang als Director of Immigration. Nach ihrer wenig erfolgreichen Zeit als Secretary for Security studierte sie an der Stanford University Ostasienwissenschaften.
Im Jahr 2008 wurde Ip in den Legislativrat Hongkongs gewählt, wo sie Hong Kong Island vertritt. Sie wurde seither zweimal wieder gewählt – 2012 und 2016. 2011 gründete sie ihrer konservative Partei, die New People’s Party. Diese zielt vor allem auf Wähler der Mittelschicht ab.
Ip positionierte ihre Ambitionen auf den Posten des Chief Executive of Hong Kong stets offensiv, scheiterte jedoch sowohl 2012, als auch 2017 an mangelnder Unterstützung.

## Politische Ansichten

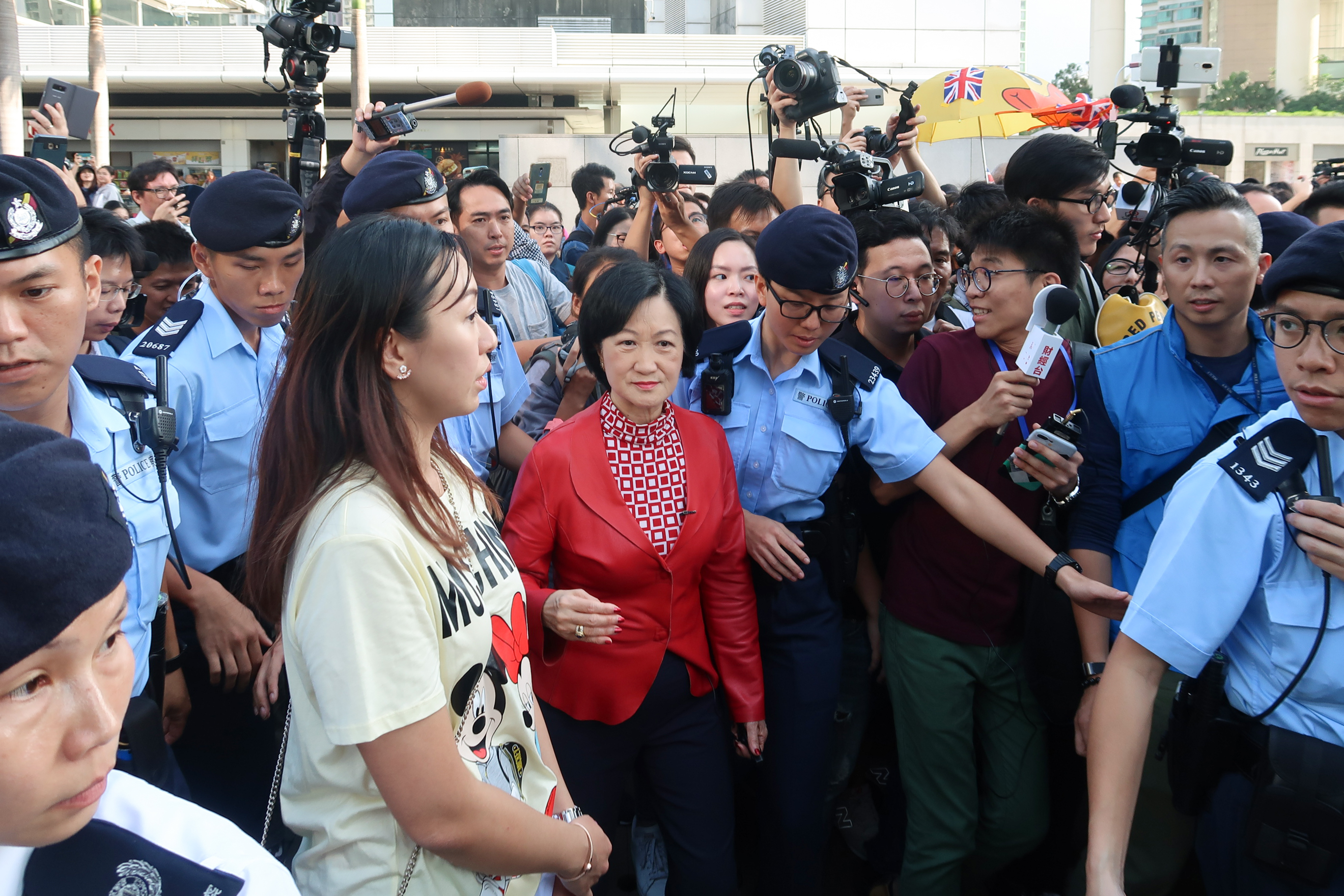
Regina Ip besucht Tung Chung im November 2018

Ips Amtszeit als Secretary for Security gilt als kompromisslos, wodurch sie in Anlehnung an Margaret Thatcher den Spitznamen The Iron Lady bekam. Sie unterstützte die Implementierung des Artikel 23 des Hongkonger Basic Laws, welcher Verrat und Volksverhetzung verbietet und den Hongkonger Behörden die Befugnis verleihen würde, auf dem chinesischen Festland verbotene Gruppierungen auch in Hongkong zu verbieten. Sie sprach sich zudem dafür aus, bei Shenzhen ein Internierungslager für chinesische Flüchtlinge zu errichten, damit diese daran gehindert werden sollen, illegal in Hongkong einzureisen.
Bei den anhaltenden Protesten in Hongkong unterstützt sie Regierungschefin Carrie Lam.
Im Jahr 2002 kritisierte sie das Konzept der Demokratie mit dem Argument, dass auch Adolf Hitler vom Volk gewählt worden sei und dennoch den Holocaust begangen hätte. Darin sah sie den Beweis, dass Demokratie nicht immer funktionieren könne.
Über philippinische Gastarbeiterinnen in Hongkong sagte sie 2015, dass diese lediglich „sexuelle Ressourcen“ für die in der Stadt lebenden westlichen Männer darstellen würden. Diese Aussage führte zu erheblicher Kritik unter den betroffenen Frauen und auch Claudia Mo, eine führende Politikerin des Pro-Demokratie-Lagers kritisierte Ip dafür scharf. Ip wies Anschuldigungen des Rassismus zurück und entschuldigte sich später für die Aussage.
Ip unterstützt trotz ihrer Pro-Peking-Haltung die Gleichgeschlechtliche Ehe. Sie sprach sich während den anhaltenden Protesten in Hongkong für die Abhaltung der Kommunalwahlen in Hongkong 2019 aus.

## Privates
Ip ist Mutter einer Tochter. Aufgrund ihrer fülligen Frisur, wurde sie von ihren Kritikern mit dem Spitznamen Besenkopf bedacht.
Sie gilt als Liebhaberin der Werke des irischen Dichters William Butler Yeats und verteidigt das Tragen von Pelz mit der Gleichwertigkeit zum Fleischkonsum.